# Raúl Portero
Raúl Portero   (Terrassa, 1982) és un escriptor, fou el guanyador del 4t Premi Terenci Moix de Narrativa Gai i Lèsbica Fundación Arena amb la novel·la La vida que soñamos, editada per Egales. El novembre de 2009 va aparèixer la seva segona novel·la, La piel gruesa.